# Torola
Torola es un distrito salvadoreño del municipio de Morazán Norte, departamento de Morazán, El Salvador. De acuerdo con los datos oficiales del censo, en 2024 tenía una población de 3.082 habitantes.

## Historia
La localidad es de origen Lenca. En 1770 perteneció al curato de Osicala y en 1786 fue parte del Partido de Gotera. En 1807 su población ascendía a 201 habitantes. Desde 1875 es parte del departamento de Morazán. 
Un informe del gobernador del departamento de Morazán Bernardino Larios hecho en el 18 de abril de 1891 lo describió como una pequeña población de indígenas, que por la escasez de sus fondos nada ha podido hacer en su favor; tenía su cabildo y cárcel, pero carecía de casas para sus escuelas de ambos sexos; describió que los terrenos eran buenos y que su patrimonio era la elaboración del añil, el cultivo del maíz y manufactura de artículos de pita.

## Información general
El distrito cubre un área de 58,26 km² y su cabecera tiene una altitud de 730 m s. n. m. El topónimo Lenca salvadoreño Torola significa «Tres Cabezas» o «El Río del Guayabo». Las fiestas patronales se celebran en el mes de julio en honor a Santiago Apóstol.